# Agave papyrocarpa
Agave papyrocarpa är en sparrisväxtart som beskrevs av William Trelease. Agave papyrocarpa ingår i släktet Agave och familjen sparrisväxter.

## Underarter
Arten delas in i följande underarter:
- A. p. macrocarpa
- A. p. papyrocarpa